# VW EA855
Der VW EA855 (EA=Entwicklungsauftrag) ist ein Ottomotor der Volkswagen AG/Audi AG mit fünf Zylindern und 2,5 Liter Hubraum. Die Motoren werden nur in Fahrzeugen des Volkswagenkonzerns bzw. der Audi AG verwendet. Die Fahrzeuge mit EA855-Motor sind Audi TT 8J, Audi RS3 (Typ 8P) und Audi RS Q3. Der Cupra Formentor bekam 2021 ebenfalls den Fünfzylindermotor, jedoch handelt sich es um die Weiterentwicklung EA855evo mit 287 kW (390 PS).

## Technik

### EA855 (seit 2009)
Der Motorblock von Audis Fünfzylinder basiert auf dem 2,5-Liter-MPI-Saugmotor, den VW 2004 im Bora (bzw. Jetta in Nordamerika und Südafrika) einbaute; der Reihenmotor hat eine Bohrung von 82,5 mm und einen Hub von 92,8 mm, woraus sich ein Hubraum von 2480 Kubikzentimetern ergibt. Das Verdichtungsverhältnis beträgt 10:1, die Ventilsteuerung erfolgt über eine Steuerkette.

### EA855 evo (seit 2015)
Ein Hauptunterschied vom EA855 zum EA855 evo ist das Gewicht. Wurde bei dem EA855 noch ein Motorblock aus Grauguss verwendet, wird bei dem EA855 evo eine Aluminiumlegierung genutzt. Die Kurbelwelle aus Edelstahl wurde auch im Gewicht optimiert, indem der Durchmesser von 58 mm auf 52 mm verkleinert wurde. Weitere Veränderungen wurden an den Kolben, Pleueln und der Ölwanne vorgenommen um Gewicht einzusparen. Dadurch wird das Gewicht um 26 kg verringert.